# Caspar Oimoen
Caspar Aslaksen Oimoen, né le 8 mai 1906 à Etnedal, en Norvège et mort le 27 ou le 28 juillet 1995 à Portland en Oregon, est un sauteur à ski américain.

## Biographie
D'origine norvégienne, il quitte son pays natal en 1923 pour s'installer dans le Dakota du Nord. Triple champion des États-Unis, il commence sa carrière dans son nouveau pays en 1925.
Il participe aux Jeux olympiques de 1932, organisés sur le sol américain. Il ne peut rien face à l'armada norvégienne mais prend une honnête 5e place. Quatre ans plus tard, il prend part aux Jeux olympiques de Garmisch-Partenkirchen. Il termine 13e. Il aurait aussi pu participer aux Jeux olympiques d'hiver de 1928 mais une erreur administrative l'empêche de concourir, même avec l'aide du président américain Calvin Coolidge. Remportant de nombreux prix aux États-Unis (400 environ), il introduit une nouvelle technique aux Américains, avec les bras hors du corps, penché en avant.
Ses performances lui permirent de faire son entrée dans le Mémorial américain du ski en 1963.
Il est maçon de profession.

## Palmarès

### Jeux olympiques
- 5e à Lake Placid (1932).
- 13e à Garmisch-Partenkirchen (1936).